# Eclésia
A Eclésia (em grego: Εκκλησία; romaniz.: ekklesia) era a principal assembleia da democracia ateniense na Grécia Antiga. Era uma assembleia popular, aberta a todos os cidadãos do sexo masculino, com mais de vinte e um anos que tivessem prestado pelo menos dois anos de serviço militar e que fossem filhos de pai e mãe natural da pólis. Atuava no âmbito da política externa e detinha poderes de governação relativos à legislação, judiciais e executivos, como por exemplo, decidindo a destituição de magistrados. Também fiscalizava todos aqueles que detinham cargos de poder, de modo a que não abusassem do mesmo e desempenhassem as suas incumbências o melhor possível.
Durante a guerra do Peloponeso foi atribuída uma remuneração ("misthos ecclesiastikós"), aos cidadãos da Assembleia, uma vez que as reuniões se realizavam com alguma frequência (cerca de quatro vezes por mês) e podiam demorar um dia inteiro. Estas reuniões realizaram-se, em Atenas e durante o século V a.C., na colina da Pnix, diante da Acrópole, tendo também ocorrido na Ágora e no Teatro de Dionísio. Neste século era eleito um prítane para chefiar cada reunião, denominando-se este cargo de epístata. A tribuna a partir da qual se faziam os discursos denominava-se "bema", e nestas assembleias os prítane (cinquenta membros de cada tribo que pertenciam à Bulé) detinham o poder máximo.
Foi criada por Sólon em 594 a.C. A Eclésia abria suas portas para todos os cidadãos para que se nomeassem e votassem magistrados (indiretamente votando para o Areópago) e estrategos, para que se tivesse a decisão final acerca de legislação, guerra e paz; e para que os magistrados respondessem por seus anos no cargo. No século V a.C. havia 43 000 pessoas participando da Eclésia. Originalmente, se encontrava uma vez a cada mês, mas mais tarde se encontrava três ou quatro vezes por mês. Os assuntos eram estabelecidos pela Bulé. Os votos eram contados pelas mãos.

## Etimologia
Antônio Houaiss, no seu dicionário, diz da palavra "Igreja", no sentido mais espiritual que material: 
gr. ekklésía,as "assembleia por convocação, assembleia do povo ou dos guerreiros, assembleia dos anfictiões, assembleia de fiéis, lugar de reunião ou de uma assembleia, igreja", pelo lat. ecclésìa,ae "assembleia, reunião, ajuntamento dos primeiros cristãos, a comunhão cristã, igreja, templo", desde cedo com "i" - inicial, embora sofra influência eclesiástica semierudita. Na mudança do -cl- intervocálico pelo -gr-; cumpre ter em conta a posição antetônica e inicial da vogal -i-, que, em toda a cognação, nunca foi ou é tônica (cf. idade e cog.); lembre-se que a grafia egreja, no séc. XVIII, decorre de tendência, às vezes equivocada, de imitar o latim em todas as palavras grafadas com "e" pronunciado "i"; ver eclesi(o); filologia histórica: séc. XIII igreja, séc. XIII egreja, séc. XIII ygreja, séc. XVIII egreja.
O conjunto dos cristãos que se reúnem regularmente em uma igreja também é chamado de igreja, assim como o total dos cristãos de uma mesma comunidade. Em algumas denominações cristãs, ecclesia substitui e significava "igreja", de modo casual, como é o caso do Cristadelfianismo e do Autenticismo.